# Noah's Ark (film 1959)
Noah's Ark è un cortometraggio animato in stop-motion del 1959 diretto da Bill Justice. Prodotto dalla Walt Disney Productions, è uscito negli Stati Uniti il 10 novembre 1959, distribuito dalla Buena Vista Distribution.

## Trama
Dio affida a Noè il compito di costruire un'arca entro sette giorni perché invierà un diluvio che durerà 40 giorni. Aiutato da sua moglie, dai suoi tre figli e dalle rispettive mogli, Noè costruisce l'arca nel tempo assegnato e poi farci salire una coppia di tutte le specie animali della terra. Arriva la pioggia e l'arca comincia a galleggiare.
Gli animali si annoiano, ma la moglie di Noè e i tre figli hanno la soluzione: si mettono a far musica, in modo che gli animali si mettano in coppia e ballino. Tuttavia, un ippopotamo femmina si sente gelosa perché il suo compagno balla con le femmine di altre specie invece che con lei. Noè riesce a calmarla, incoraggiandola a convincere il suo compagno a riconciliarsi con lei. Dopo 40 giorni e notti la pioggia cessa. Noè manda fuori una colomba, che ritorna con un ramoscello d'ulivo nel becco. Gli animali cadono l'uno nelle braccia dell'altro. Dal monte Ararat, sul quale si posò l'arca, la famiglia di Noè sbarca a terra insieme agli animali, i quali con i loro piccoli si dispersero in tutto il mondo.